# Talismania antillarum
Talismania antillarum är en fiskart som först beskrevs av Goode och Bean, 1896.  Talismania antillarum ingår i släktet Talismania och familjen Alepocephalidae. Inga underarter finns listade i Catalogue of Life.